# Kalenský potok
Kalenský potok je vodní tok v Podkrkonoší, který pramení v okrese Semily, ale většina toku se nachází v okrese Trutnov. Délka potoka je 18,2 km a plocha povodí je 64,438 km². Průměrný průtok v Dolní Olešnici je 0,633 m3/s.

## Průběh toku
Kalenský potok pramení v k.ú. Zálesní Lhota na Jilemnicku, dále protéká obcemi Horní a Dolní Kalnou, Horní Olešnice a Dolní Olešnice. Po 18,2 km se vlévá u Vestřevu do Labe.

### Přítoky
- pravostranné
  - Lhotský potok
  - Olešnice
  - Ždírnický potok
- levostranné
  - několik bezejmenných přítoků
  - Hornokalenský potok